# Myszołaz
Myszołaz, stokołaz, czarnogon, myszołazek, długonos (Murexia) – rodzaj ssaków z podrodziny myszoworów (Phascogalinae) w obrębie rodzinie niełazowatych (Dasyuridae).

## Zasięg występowania
Rodzaj obejmuje gatunki występujące w Indonezji i Papui-Nowej Gwinei.

## Morfologia
Długość ciała (bez ogona) samic 9,5–19,8 cm, samców 9,1–26,7 cm, długość ogona samic 11–24,5 cm, samców 10–28,3 cm; masa ciała samic 17–88 g, samców 26–134 g.

## Systematyka
Rodzaj zdefiniowali w 1937 roku amerykańscy zoolodzy George Henry Hamilton Tate i Richard Archbold w artykule poświęconym torbaczom z Nowej Gwinei i Celebes opublikowanym na łamach Bulletin of the American Museum of Natural History. Jako gatunek typowy autorzy wyznaczyli (oryginalne oznaczenie) myszołaza ogoniastego (M. longicaudata).

### Etymologia
- Murexia: epitet gatunkowy Phascogale murex Thomas, 1913[1] (łac. mus, muris ‘mysz’)[10].
- Micromurexia: gr. μικρος mikros ‘mały’; rodzaj Murexia Tate & Archbold, 1937[2]. Gatunek typowy (oryginalne oznaczenie): Antechinus habbema Tate & Archbold, 1941.
- Murexechinus: zbitka wyrazowa nazw rodzajów: Murexia Tate & Archbold, 1937 (myszołaz) oraz Antechinus MacLeay, 1841 (chutliwiec)[3]. Gatunek typowy (oryginalne oznaczenie): Phascogale melanura Thomas, 1899.
- Paramurexia: gr. παρα para ‘blisko’; rodzaj Murexia Tate & Archbold, 1937 (myszołaz)[4]. Gatunek typowy (oryginalne oznaczenie): Phascogale (Murexia) rothschildi Tate, 1938.
- Phascomurexia: zbitka wyrazowa nazw rodzajów: Phascogale Temminck, 1824 (myszowór) oraz Murexia Tate & Archbold, 1937 (myszołaz)[5]. Gatunek typowy (oryginalne oznaczenie): Phascogale naso Jentink, 1911.

### Systematyka
Klasyfikacja systematyczna rodzaju jest niepewna. Groves na podstawie analizy morfologicznej Van Dycka zalicza tylko jeden gatunek M. longicaudata, jednak przeprowadzone prace genetyczne zdecydowanie sugerują włączenie do tego rodzaju gatunków z rodzajów Paramurexia, Murexechinus, Phascomurexia i Micromurexia. W takim ujęciu do rodzaju należą następujące gatunki:
| Grafika | Gatunek              | Autor i rok opisu       | Nazwa zwyczajowa        | Podgatunki   | Rozmieszczenie geograficzne                  | Podstawowe wymiary (DC – długość ciała; DO – długość ogona; MC – masa ciała) | Status IUCN |
| ------- | -------------------- | ----------------------- | ----------------------- | ------------ | -------------------------------------------- | ---------------------------------------------------------------------------- | ----------- |
|         | Murexia naso         | (Jentink, 1911)         | długonos tropikalny     | monotypowy   | zachodnia i północno zachodnia Nowa Gwinea   | DC: 10,6–14,5 cm; DO: 10,5–17,5 cm; MC: 29–74 g                              | LC          |
|         | Murexia tafa         | (Tate & Archbold, 1936) |                         | monotypowy   | wschodnia i południowo-wschodnia Nowa Gwinea | DC: około 13,4 cm; DO: około 14,5 cm; MC: brak danych (holotyp)              | NE          |
|         | Murexia longicaudata | (Schlegel, 1866)        | myszołaz ogoniasty      | monotypowy   | Nowa Gwinea (Indonezja)                      | DC: 13,6–27 cm; DO: 14,7–28 cm; MC: 39–134 g                                 | LC          |
|         | Murexia aspera       | (O. Thomas, 1913)       |                         | monotypowy   | Nowa Gwinea (Indonezja i Papua-Nowa Gwinea)  | DC: 16,9 cm; DO: 18 cm; MC: brak danych (holotyp)                            | NE          |
|         | Murexia maxima       | (Stein, 1932)           |                         | monotypowy   | Nowa Gwinea (Indonezja i Papua-Nowa Gwinea)  | DC: 23,5 cm; DO: 21,5 cm; MC: brak danych (holotyp)                          | NE          |
|         | Murexia murex        | (O. Thomas, 1913)       |                         | monotypowy   | Nowa Gwinea (Papua-Nowa Gwinea)              | DC: 19,7 cm; DO: 16,7 cm; MC: brak danych (holotyp)                          | NE          |
|         | Murexia melanura     | (O. Thomas, 1899)       | czarnogon papuaski      | monotypowy   | Nowa Gwinea (Indonezja i Papua-Nowa Gwinea)  | DC: 9,1–16,5 cm; DO: 10–16,5 cm; MC: 17–69 g                                 | LC          |
|         | Murexia wilhelmina   | (Tate, 1947)            |                         | monotypowy   | Nowa Gwinea (Indonezja i Papua-Nowa Gwinea)  | DC: 10,8 cm; DO: 13 cm; MC: brak danych (holotyp)                            | NE          |
|         | Murexia habbema      | (Tate & Archbold, 1941) | stokołaz papuaski       | 2 podgatunki | Nowa Gwinea (Indonezja i Papua-Nowa Gwinea)  | DC: 11–12,2 cm; DO: 10,9–15,7 cm; MC: 23–45 g                                | LC          |
|         | Murexia rothschildi  | Tate, 1938              | myszołazek szerokopręgi | monotypowy   | wschodnia Papua-Nowa Gwinea                  | DC: 12,4–17 cm; DO: 14–18,4 cm; MC: 32–102 g                                 | NT          |

Kategorie IUCN:  LC  – gatunek najmniejszej troski,  NT  – gatunek bliski zagrożenia;  NE  – gatunki niepoddane jeszcze ocenie.